# Antonín Procházka
Antonín Procházka   (Brno, 3 d'abril de 1942) és un jugador de voleibol txec, ja retirat, que va competir sota bandera txecoslovaca durant la dècada de 1960.
El 1968 va prendre part en els Jocs Olímpics d'Estiu de Ciutat de Mèxic, on guanyà la medalla de bronze en la competició de voleibol. En el seu palmarès també destaca una medalla de plata al Campionat d'Europa de voleibol de 1967.